# NGC 5761
NGC 5761 este o galaxie lenticulară situată în constelația Balanța. A fost descoperită în 1886 de către Francis Leavenworth. Se află la o distanță de 58,8 de megaparseci de Pământ.